# 帖佐寛章
帖佐 寛章（ちょうさ ひろあき、1930年6月7日 - ）は、陸上競技の元選手で中長距離選手の指導者。香川県小豆郡土庄町豊島出身。

## 来歴
香川県立三本松高等学校卒業後、東京教育大学に入学。
東京教育大学在学中の1953年日本陸上競技選手権大会800m、1500mで優勝。
卒業後、野口源三郎・久内武の勧めで順天堂大学で教鞭をとり、山田宏臣、小出義雄、澤木啓祐らを育てた。
その後、日本陸上競技連盟理事・強化委員長、日本陸上競技連盟専務理事、日本陸上競技連盟副会長、日本体育協会副会長などを歴任。現在、順天堂大学名誉教授。
神戸市で行われた1985年夏季ユニバーシアードの日本選手団団長を務めた。
2010年、東京マラソン財団理事長に就任し、2012年6月に退任後、同年12月、名誉顧問に就任。
2023年（令和5年）春の叙勲で旭日小綬章を受章した。

## 著書
- 『陸上競技　トラック』（山本邦夫との共著)、不昧堂書店〈体育図書館シリーズ〈第22〉〉、1960年
- 『中長距離走　あなたもオリンピック選手になれる!』（高橋進との共著）講談社〈講談社スポーツシリーズ〉、1974年1月 ISBN 978-4-06123642-4
- 『練習法百科陸上競技』大修館書店、1975年6月 ISBN 978-4-46916052-9
- 『中長距離・障害』（勝亦紘一との共著、織田幹雄監修）ベースボールマガジン社〈陸上競技入門シリーズ〈2〉〉、1977年2月 ISBN 978-4-58301748-8
- 『父兄とともに幼少年マラソンのすすめ』自由ブックス社、1978年2月
- 『間違いのないマラソン走法』自由国民社、1978年12月 ISBN 978-4-06123642-4
- 『マラソン健康法　走れ!5分間でも』自由国民社、1981年1月
- 『スポーツ全集　陸上競技』ポプラ社、1982年7月 ISBN 978-4-59100664-1
- 『帖佐寛章伝 マラソンへの憧憬』（梶原學との共著）ベースボールマガジン社、2008年10月 ISBN 978-4-58310123-1

## 関連書籍
いずれも佐々木秀幸と共監修で、ベースボールマガジン社の「最新陸上競技シリーズ」。
※以下、出版社名とシリーズ名は省略し、シリーズの巻番号のみ記載。
- 岡野進『走幅跳・三段跳』〈7〉、1989年6月 ISBN 978-4-58302758-6
- 関岡康雄・尾縣貢『混成競技』〈10)〉、1989年7月 ISBN 978-4-58302768-5
- 広田哲夫『棒高跳』〈6〉、1989年11月 ISBN 978-4-58302802-6
- 永井純『中・長距離・障害』〈2〉1989年12月 ISBN 978-4-58302812-5
- 宮下憲『ハードル』〈4〉、1991年8月 ISBN 978-4-58302930-6
- 宮川千秋『短距離』〈1〉、1992年10月 ISBN 978-4-58303011-1
- 黒羽義治『競歩』〈11〉、1993年1月 ISBN 978-4-58303032-6
- 澤木啓祐・高岡郁夫『マラソン』〈3〉、1993年4月 ISBN 978-4-58303040-1
- 吉田雅美『ヤリ投げ』〈9〉、1993年9月 ISBN 978-4-58303075-3
- 山崎祐司『円盤投げ』〈12〉、1993年9月 ISBN 978-4-58303076-0
- 阪本孝男『走り高跳び』〈5〉、1994年5月 ISBN 978-4-58303118-7
- 室伏重信『ハンマー投げ』〈8〉、1994年9月 ISBN 978-4-58303119-4